# Xi2 Ceti
Xi2 Ceti, som är stjärnans Bayer-beteckning, är en spektrofotometrisk standardstjärna belägen i den norra delen av stjärnbilden Valfisken och har även Flamsteed-beteckningen 73 Ceti. Den har en skenbar magnitud på 4,38 och är svagt synlig för blotta ögat där ljusföroreningar ej förekommer. Baserat på parallaxmätning inom Hipparcosuppdraget på ca 16,6 mas, beräknas den befinna sig på ett avstånd på ca 197 ljusår (ca 60 parsek) från solen. Den rör sig bort från solen med en heliocentrisk radialhastighet på ca 12 km/s.

## Egenskaper
Xi2 Ceti är en vit till blå jättestjärna av spektralklass A0 III, som har förbrukat förrådet av väte i dess kärna och utvecklats bort från huvudserien och expanderat till en jättestjärna, trots att den fortfarande bara är 127 miljoner år gammal. Den har en massa som är ca 2,5 solmassor, en radie som är ca 2,6 solradier och utsänder från dess fotosfär ca 74 gånger mera energi än solen vid en effektiv temperatur av ca 10 600 K.